# Буав, Жак-Франсуа
Жак-Франсуа́ Буа́в (фр. Jacques-FrançoisBoyve; 5 августа 1692, Невшатель — конец декабря 1771, там же) — швейцарский юрист.

## Происхождение и семья
Сын нотариуса и мэра Беве Абрама Буава (1660—1699) и Маргерит Шайе. Жена: Анн-Мари Легу, дочь пастора Ла Сани Самюэля Легу (с 1714 года).

## Биография
В 1725 году в качестве адвоката отстаивал интересы Большого городского совета Невшателя. Позднее перебрался в Берн, где проживал до 1754 года, работая в качестве адвоката Верховной апелляционной палаты Романской Швейцарии. С 1755 по 1770 году — мэр Беве. 

## Сочинения
Буав был не только юристом-практиком, но и теоретиком, он автор нескольких сочинений на юридические темы, среди которых наиболее важное — Remarques sur les loix et statuts du Pays de Vaud (с фр. — «Заметки о законах и статутах кантона Во», 1756). В 1744 году им было представлено на рассмотрение Государственного совета сочинение Coutumier de Neuchâtel (с фр. — «Сборник кутюмов Невшателя»), но оно так и не было опубликовано. Также Буав был автором большого количества комментариев насчёт кутюмов его эпохи и их сравнения с Римским правом — автор стремился найти определённые закономерности. Кроме того, Буав начал создавать генеалогию своей семьи, положив в её основу записки своего дяди Жонаса — эта работа была продолжена его сыном Жеромом-Эмманюэлем.